# ابونعیم اصفهانی

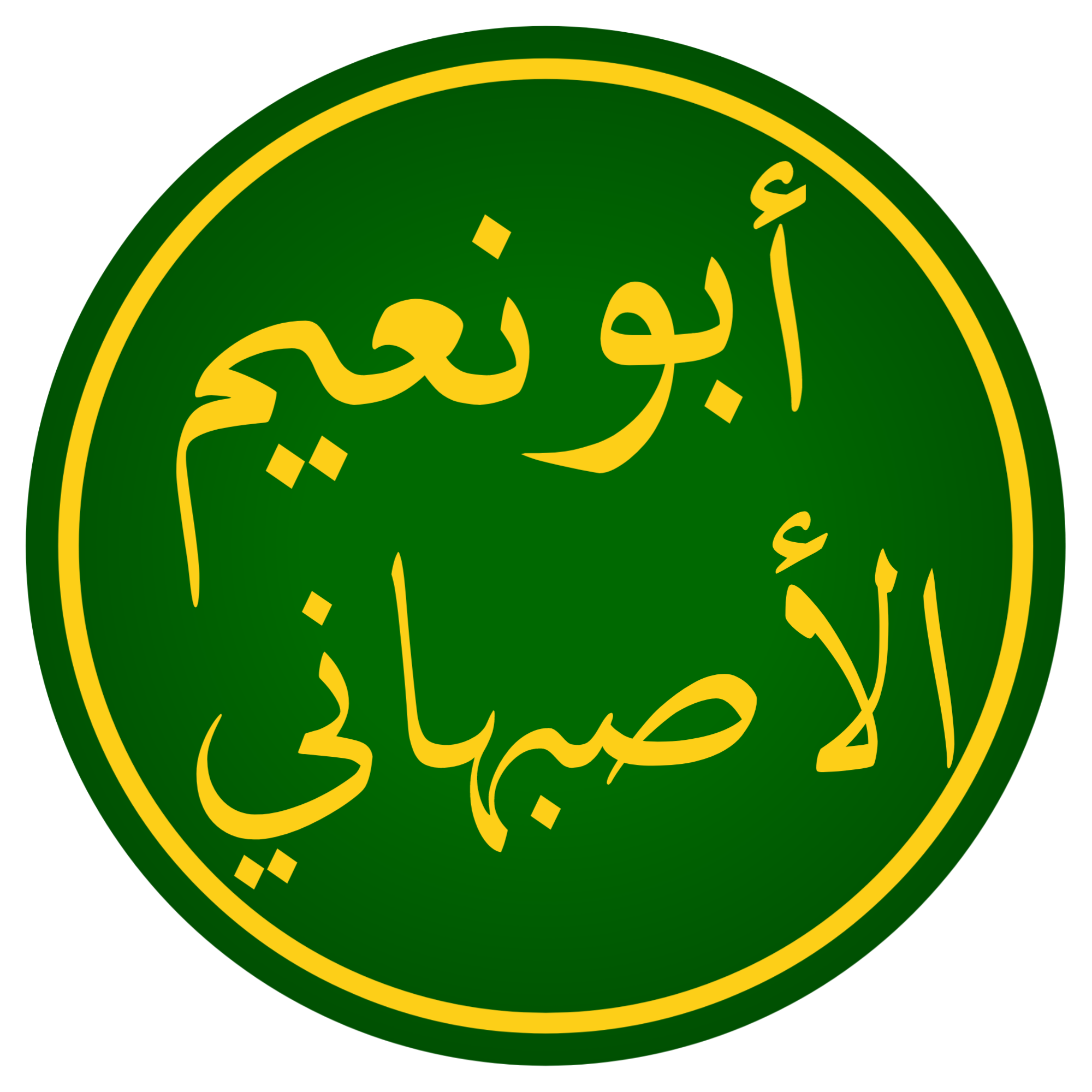
ابونعیم اصفهانی

ابونُعَیْم عبدالله بن احمد شافعی اشعری یک دانشمند حدیثی شافعی مذهب ایرانی سده‌های چهارم و پنجم هجری خورشیدی است.
او در اصفهان زاده شد و برای دانش آموزی از شهرهای گوناگونی چون:بصره، کوفه، نیشابور، مکه، بغداد و اندلس دیدن کرد.
شمس‌الدین ذهبی و تقی الدین سبکی (قاضی القضات شام) از او به عنوان یکی از بهترین مراجع دانش‌های حدیث اسلامی یاد کرده‌اند.
ابونُعَیْم اصفهانی محدث و رجالی قرن چهارم و پنجم هجری است. از مهم‌ترین تالیفات وی چهل حدیث الاربعون حدیثاً فی امر المهدی است.